# Kevin Pezzoni
Kevin Pezzoni (* 22. März 1989 in Frankfurt am Main) ist ein deutscher ehemaliger Fußballspieler. Der Defensivspieler war in Jugendnationalmannschaften berufen worden und spielte u. a. für den 1. FC Köln.

## Verein
Nach den Jugendstationen Rot-Weiß Walldorf und SV Darmstadt 98 wechselte Pezzoni, dessen Vater Italiener ist, in die Jugendabteilung von Eintracht Frankfurt. Dort wurde er von den Scouts des englischen Clubs Blackburn Rovers entdeckt und für die Saison 2003/04 als Jugendspieler verpflichtet.
Im Januar 2008 unterschrieb Pezzoni seinen ersten Profivertrag beim 1. FC Köln, für den er am 23. März 2008 gegen den SV Wehen Wiesbaden erstmals in der 2. Bundesliga zum Einsatz kam. Längere Zeit spielte er im Kader des FC keine große Rolle mehr. Nachdem er aber mit seiner Leistung in einem Spiel gegen den FC Schalke 04 überzeugt hatte, entwickelte er sich in der Rückrunde 2008/09 zum Stammspieler.
Im Februar 2012 wurde ihm auf einer Karnevalsfeier von einem verkleideten Unbekannten unvermittelt ins Gesicht geschlagen und dabei die Nase gebrochen. In der Folge bestritt er die Spiele im Frühjahr 2012 mit einer speziell angefertigten Gesichtsmaske. Am 31. August 2012 wurde sein Vertrag mit dem 1. FC Köln aufgelöst, nachdem Pezzoni von Unbekannten, die ihm unter anderem an seinem Haus aufgelauert hatten, bedroht worden war. Pezzoni erstattete über seinen Rechtsanwalt am 5. September 2012 Strafanzeige bei der Kölner Staatsanwaltschaft gegen unbekannt. Zuvor war er noch in den Spielen des 1. FC Köln gegen den SV Sandhausen und Erzgebirge Aue zu Kurzeinsätzen gekommen.
Am 21. Dezember 2012 unterschrieb Pezzoni beim FC Erzgebirge Aue einen bis zum 30. Juni 2014 laufenden Vertrag. Sein erstes Spiel absolvierte er am 2. Februar 2013 bei der 1:2-Niederlage im Auswärtsspiel gegen den 1. FC Köln. Bei seiner Rückkehr gelang ihm in der 79. Spielminute der zwischenzeitliche Ausgleich. Da er in Aue keine große Rolle mehr spielte, löste er seinem Vertrag dort am 20. Januar 2014 auf und schloss sich dem Drittligisten 1. FC Saarbrücken an. Nach dem Abstieg des 1. FC Saarbrücken in die Regionalliga West verließ er den Verein und wechselte in die Schweiz zum FC Wohlen und kehrte im Sommer 2015 zurück nach Deutschland in die 3. Liga zum SV Wehen Wiesbaden. Sein Vertrag lief bis 2018. Im Sommer 2018 wechselte er zum griechischen Erstligisten Apollon Smyrnis. Nach knapp zwei Monaten verließ der den Verein wieder und schloss sich dem SC Hessen Dreieich in der Regionalliga Südwest an. Mit dem Verein stieg er als Tabellenletzter in die Oberliga ab. Nach dem Abstieg der Dreieicher schloss er sich zur Saison 2019/20 dem Südwestregionalligisten Kickers Offenbach an. Pezzoni absolvierte dreizehn Hinrundenpartien für die Kickers, in denen er einen Treffer vorbereiten konnte.
Innerhalb der Winterpause wechselte der Defensivspieler zum Ligakonkurrenten FC Gießen. Nach insgesamt nur drei bestrittenen Spielen in der Rückrunde verließ er den Verein zum Saisonende.
Anfang September 2020 schloss er sich dem hessischen Verbandsligisten SG Bad Soden an.

## Nationalmannschaft
Zwischen 2005 und 2009 absolvierte Pezzoni insgesamt 23 Spiele für Jugendnationalmannschaften des DFB.